# 3484 Neugebauer
A 3484 Neugebauer (ideiglenes jelöléssel 1978 NE) a Naprendszer kisbolygóövében található aszteroida. Eleanor F. Helin,  Eugene Merle Shoemaker fedezte fel 1978. július 10-én.